# Palliduphantes
Palliduphantes este un gen de păianjeni din familia Linyphiidae.

## Specii[1]
- Palliduphantes altus
- Palliduphantes alutacius
- Palliduphantes angustiformis
- Palliduphantes antroniensis
- Palliduphantes arenicola
- Palliduphantes berlandi
- Palliduphantes bolivari
- Palliduphantes brignolii
- Palliduphantes byzantinus
- Palliduphantes cadiziensis
- Palliduphantes carusoi
- Palliduphantes cebennicus
- Palliduphantes ceretanus
- Palliduphantes cernuus
- Palliduphantes chenini
- Palliduphantes conradini
- Palliduphantes cortesi
- Palliduphantes culicinus
- Palliduphantes dentatidens
- Palliduphantes epaminondae
- Palliduphantes ericaeus
- Palliduphantes fagicola
- Palliduphantes florentinus
- Palliduphantes gypsi
- Palliduphantes insignis
- Palliduphantes intirmus
- Palliduphantes istrianus
- Palliduphantes kalaensis
- Palliduphantes khobarum
- Palliduphantes labilis
- Palliduphantes liguricus
- Palliduphantes longiscapus
- Palliduphantes longiseta
- Palliduphantes lorifer
- Palliduphantes malickyi
- Palliduphantes margaritae
- Palliduphantes melitensis
- Palliduphantes milleri
- Palliduphantes minimus
- Palliduphantes montanus
- Palliduphantes oredonensis
- Palliduphantes pallidus
- Palliduphantes palmensis
- Palliduphantes pillichi
- Palliduphantes rubens
- Palliduphantes salfii
- Palliduphantes sanctivincenti
- Palliduphantes schmitzi
- Palliduphantes solivagus
- Palliduphantes spelaeorum
- Palliduphantes stygius
- Palliduphantes tenerifensis
- Palliduphantes theosophicus
- Palliduphantes tricuspis
- Palliduphantes trnovensis
- Palliduphantes yakourensis